# 尚思達王
尚思達（琉球語：／  ?；1408年—1449年10月29日）是琉球國第一尚氏王朝的第四代國王。1444年至1449年在位。神號君日（琉球語：／ ）。為尚忠王之子，死後由叔父尚金福王繼位。

## 家族
- 父 尚忠王
- 母 不明
- 妃 不明

| 尚思達王      |                                      |                 |
| 前任： 尚忠王 | 第四代第一尚氏王朝國王 1444年-1449年 | 繼任： 尚金福王 |
| 前任： 尚忠王 | 第六代琉球國中山王 1444年-1449年     | 繼任： 尚金福王 |